# Yıldıray Pağda
Yıldıray Pağda (Adana, Turquía; 1938 – 20 de diciembre de 2023) fue un atleta turco especialista en el salto triple.

## Carrera
Participó en el evento de salto triple en los Juegos Olímpicos de Roma 1960 donde fue eliminado en la primera ronda luego de realizar tres saltos, dos de los cuales fueron válidos y la mayor distancia fue de 14.11 metros, finalizando en el lugar 38 entre 41 participantes.